# BMW M540
BMW M540 är en modellserie på 32 st bilar av märket BMW specialtillverkade för den kanadensiska marknaden,[när?] baserad på E34 plattformen.
M540 drivs av samma V8 (M60B40) på 4.0 liter 286hk/400 Nm som den vanligare BMW 540. Det som skiljer M-modellerna från de vanliga BMW-bilarna är den så kallade M-utrustningen, som var likadan som på M5:orna. Utöver detta levererades även alla M540 med samma sexväxlade manuella låda som kunde väljas till, på vanliga 540. Alla M540 hade Electronic Damper Control och hårdare stötdämpare.
M540 är väldigt lik den nordamerikanska 540 M-sport, men alltså inte samma bil. Några små detaljer skiljer, exempelvis har M540 samma 345 mm bromsar som 3.8 liters M5. 540 med M-Sport paketet hade enbart 315 mm bromsar. M540 är alltså en riktig "M-bil" medan 540 med M-sport är en vanlig BMW-bil med ett M-paket.[källa behövs]
När BMW:s motorsportsavdelning i Kanada skulle lansera BMW M5 för modellåren 1992-1995 skulle det kosta för mycket att registrera in den nya 3.8 liters (S38B38) motorn. Avdelningen valde då mellan att behålla S38B36 motorn i M5:an eller att använda M60B40 motorn i den nya M5:an. M-avdelningen valde då det senare, då de ansåg att M60B40 motorn var bättre.[källa behövs]
Som kuriosa kan nämnas att S38B36 levererar max 310 hk (DIN) vid 6900 rpm och max 360 Nm vid 4750 rpm.[källa behövs] M60B40 levererar 286 hk vid 5800 rpm och hela 400 Nm vid 4500 rpm.